# Альтцелла
Альтцелла, также Альтенцелле (нем. Altzella, лат. Cella Sanctae Mariae, изначально просто Cella = «келья») — упразднённый в 1540 году цистерцианский монастырь во имя Девы Марии в немецком городе Носсен в федеральной земле Саксония. Основанный в 1170 году, он в период с 1190 по 1381 годы служил фамильной усыпальницей Веттинов.
Для строительства основанного майсенским маркгафом Отто II монастыря император Фридрих Барбаросса выделил земельный надел на реке Фрайбергер-Мульде, однако монахи-цистерцианцы отвергли выбор Бёрингена (в настоящее время — в составе общины Штригисталь), и возведение зданий конвента началось к западу от Носсена. В 1175 году состоялось его заселение монахами из аббатства Пфорта под Наумбургом. Примерно в это же время началось сооружение монастырской церкви, освящённой в 1198 году, и прочих зданий монастыря, завершённых в период с 1180 до 1230 года (среди них здания монашеского общежития и круглый ступенчатый портал, оформлявший главные ворота комплекса).
Со временем влияние аббатства, определённого как фамильная усыпальница Веттинов (в частности, здесь были похоронены маркграфы Майсена Фридрих Серьёзный и Фридрих Строгий), лишь росло, и в 1217 году аббату Целлы был подчинён женский бенедиктинский монастырь Святого Креста в Майсене, а в 1268 году под Губеном был основан дочерний монастырь Нойцелла (лат. Cella Nova = нем. Neuzelle; нем. neu—новый), вследствие чего материнский монастырь Целла для лучшего различения постепенно стал называться Альтцелла (лат. Cella Vetus = нем. Altzella; нем. alt—"старый").
Свой расцвет монастырь пережил в XV—начале XVI веков, особенно при аббатах Винценце фон Грунере (Vinzenz Gruner) и Мартине фон Лохау (Martin von Lochau). В этот период за 4200 гульденов вместе с относящимся к нему земельным владением был приобретён замок Носсен, перестроенный под резиденцию настоятеля обители.
В ходе Реформации монастырь был около 1540 года секуляризован герцогом Генрихом Благочестивым, а все его владения вошли в новообразованный амт Носсен, что означало не только конец монастырского общежития, но и постепенное разрушение построек аббатства. Наконец, самое позднее в 1557 году при курфюрсте Августе большая часть зданий монастыря была разобрана, будучи использована, в том числе, для перестройки замка Носсен в охотничью резиденцию саксонских правителей. Пожар 1599 года уничтожил оставшиеся постройки. Полностью сохранился лишь дом конверзов.
В 1676 году по желанию Иоганна Георга II на территории бывшего аббатства были проведены раскопки с целью перезахоронения останков майсенских маркграфов в часовне, возведённой на месте хора старой монастырской церкви. Эта барочная надгробная капелла, однако, осталась незавершённой, и была, кроме того, повреждена во время Семилетней войны. В 1785—1801 годах она была перестроена в мавзолей-памятник в классицистическом стиле, в крипте которого 1 июня 1804 года были размещены каменные саркофаги маркграфов Фридриха II и Фридриха III, а также членов их семей.
В настоящее время находящийся в руинированном состоянии монастырский комплекс представляет собой сочетание романтического парка с рядом разрушенных и отреставрированных построек, используемых для различных культурных и религиозных целей.

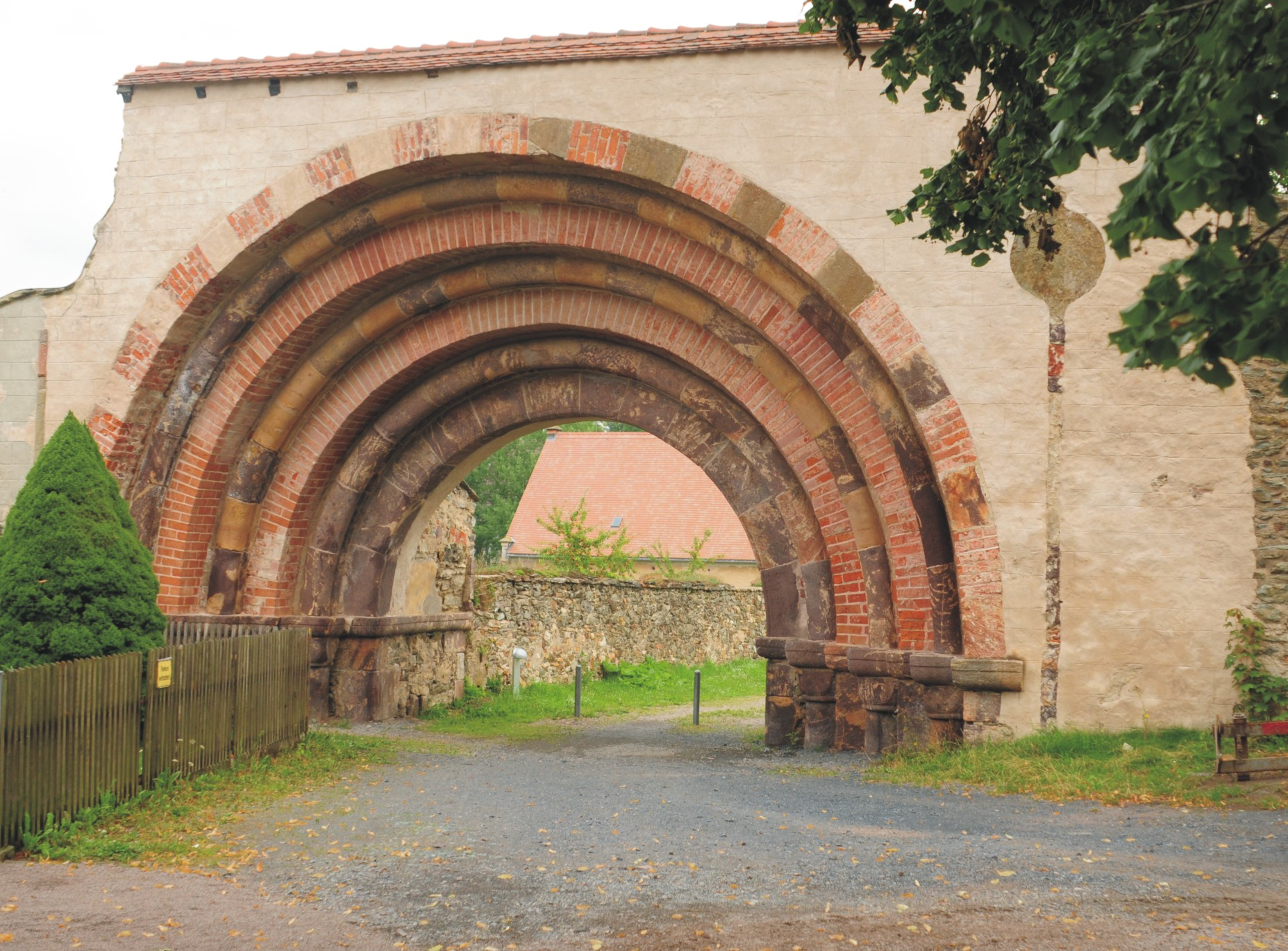
Романский ступенчатый портал
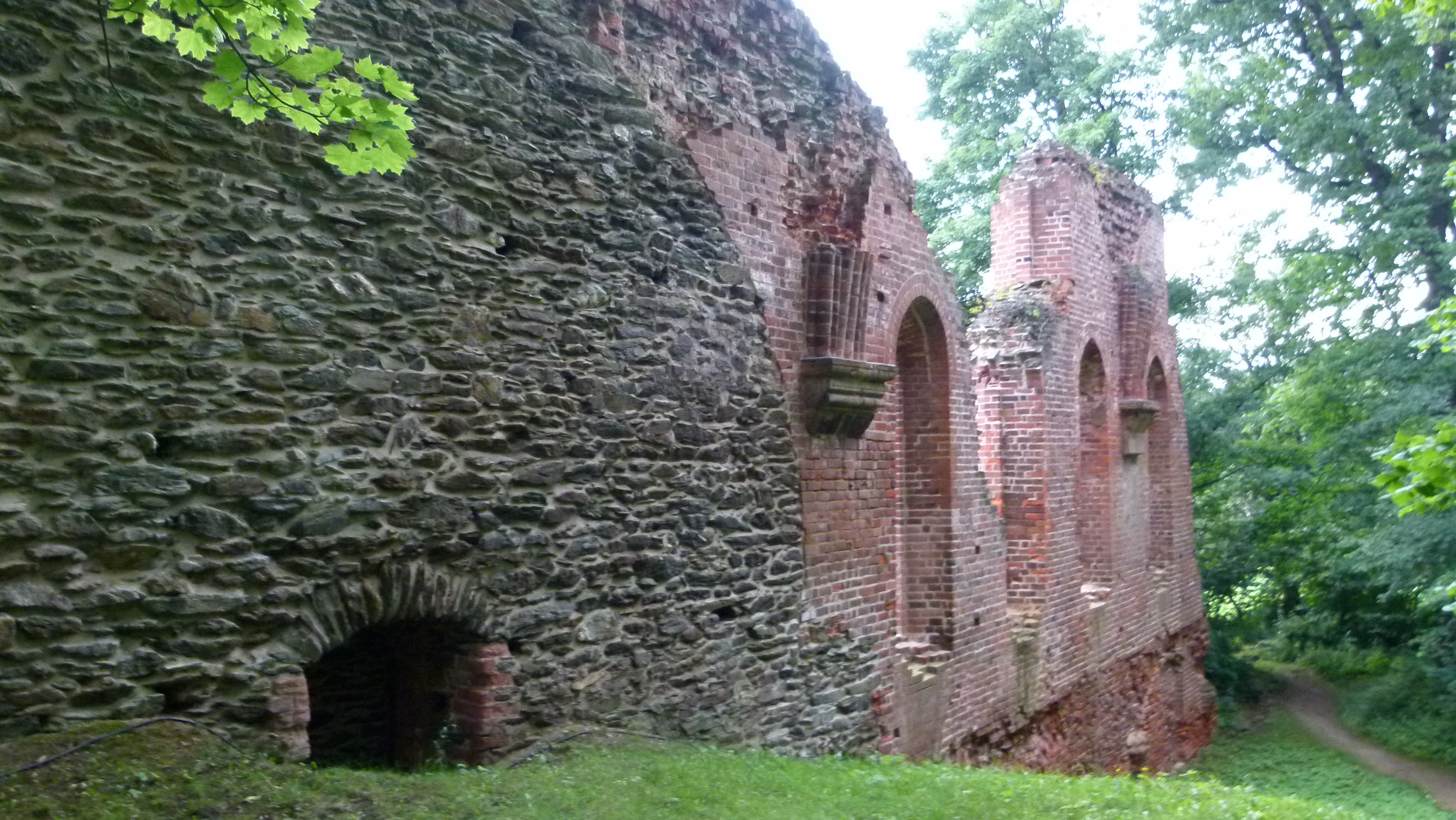
Руины монастырской церкви
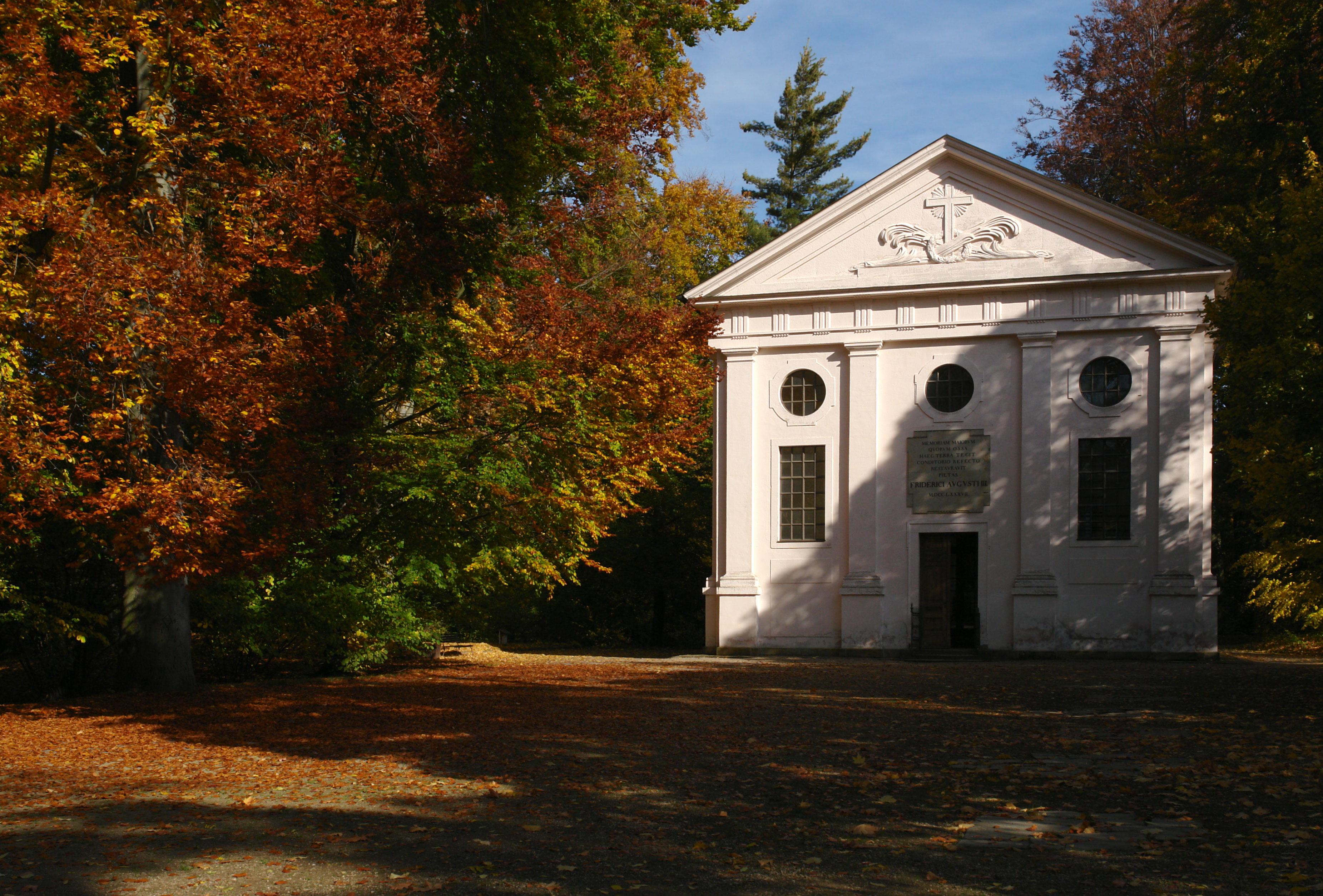
Мавзолей Веттинов
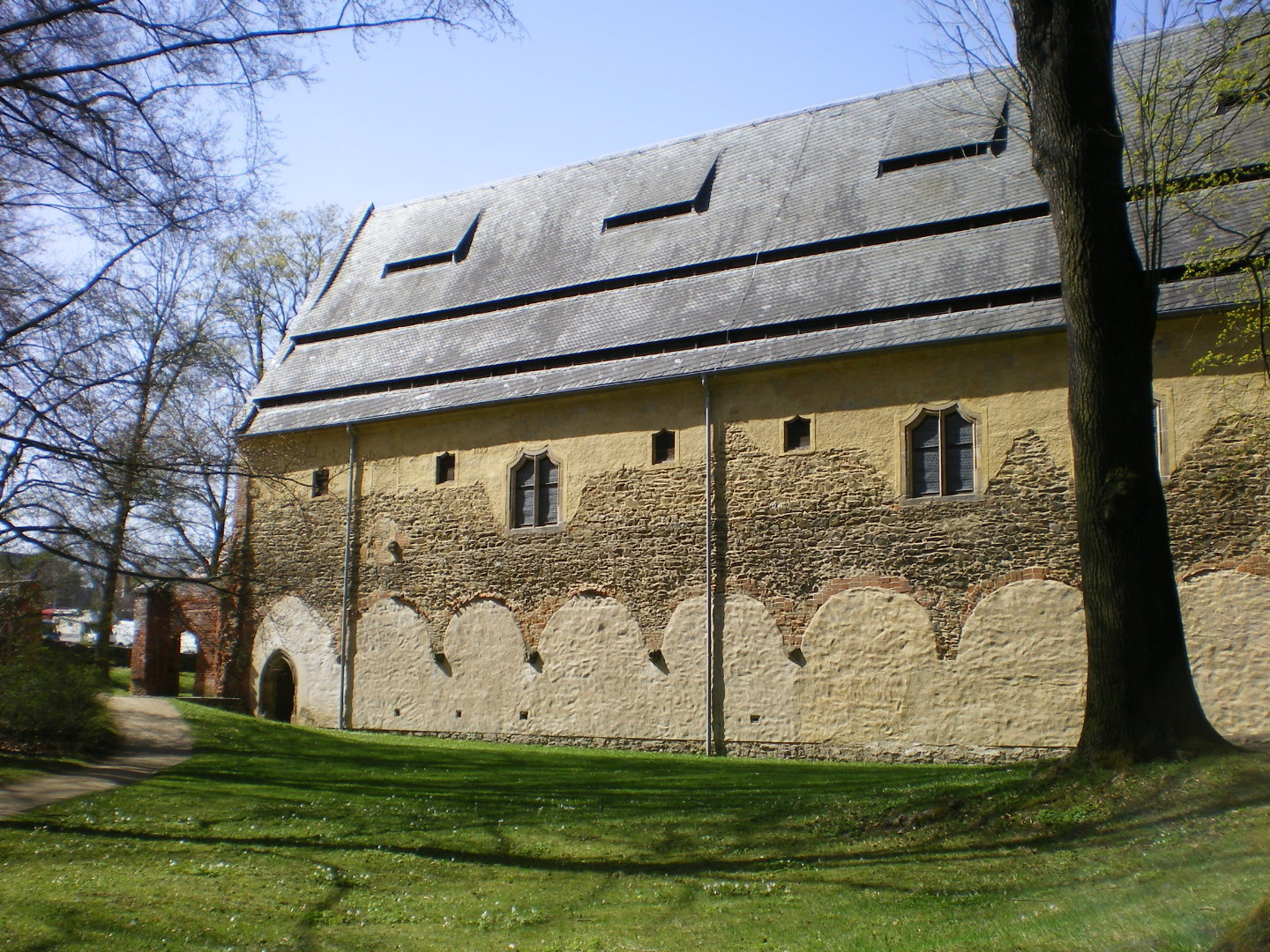
Дом конверзов
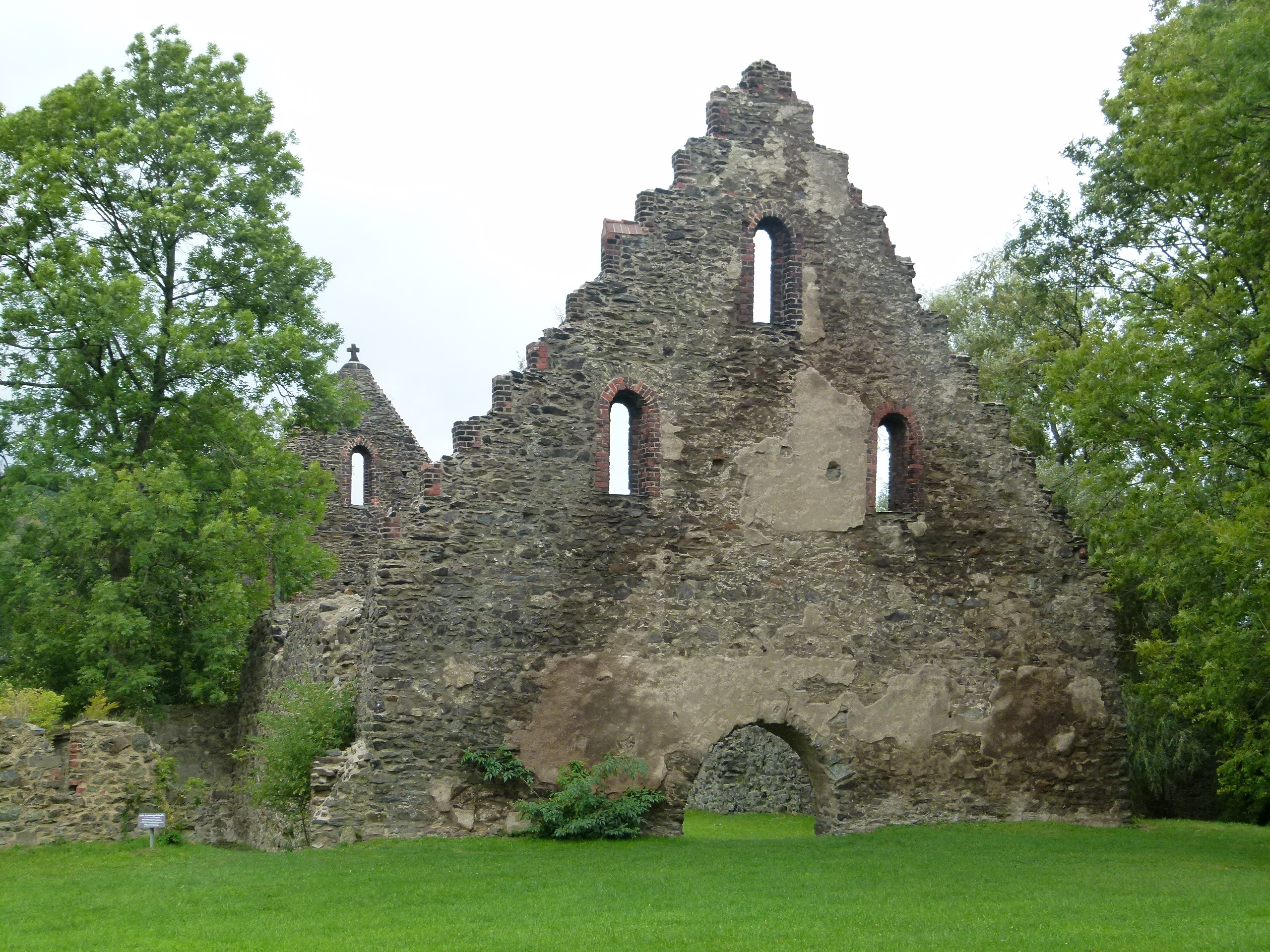
Бывший амбар
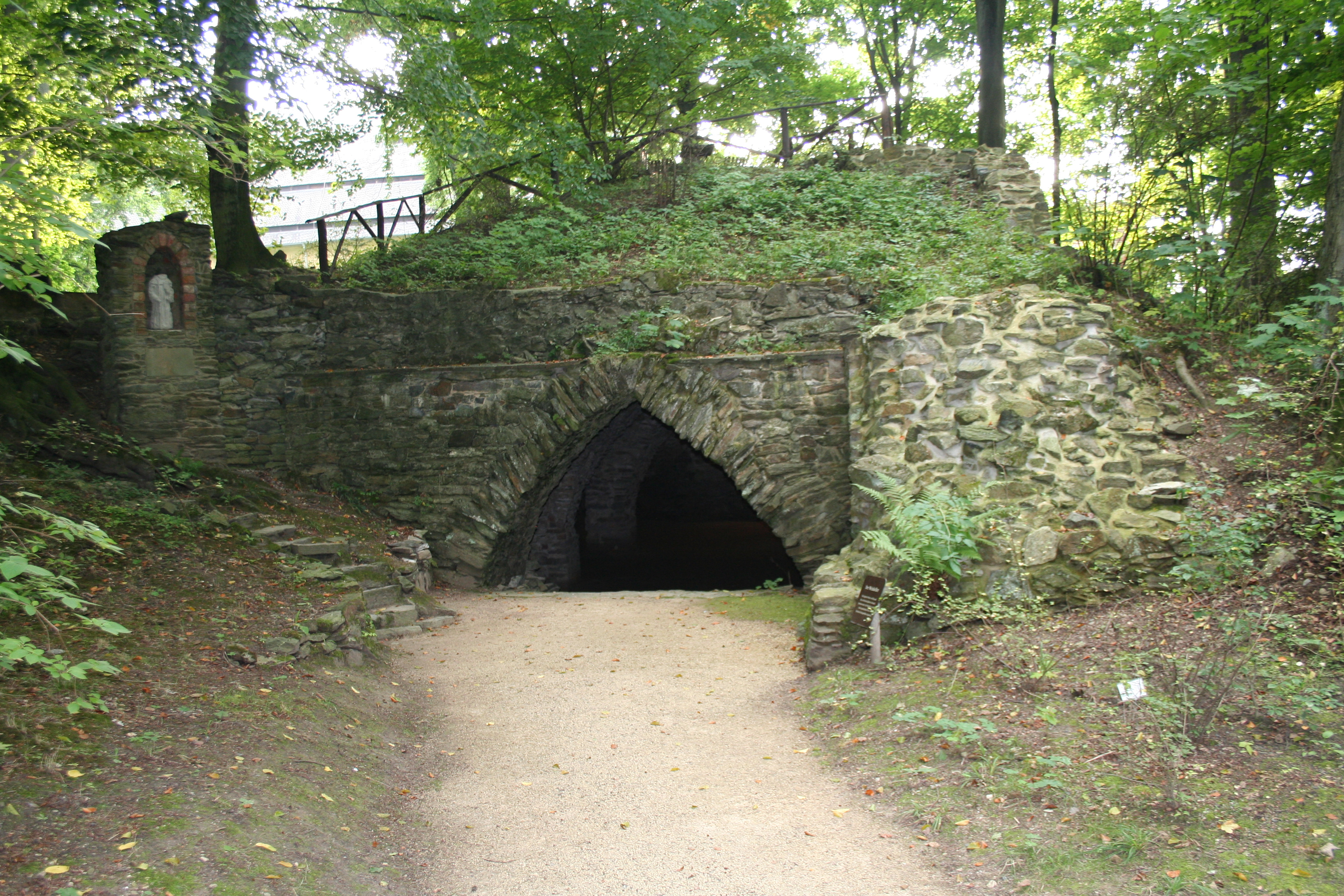
Монастырский винный погреб